# Beat Schumacher
Pour les articles homonymes, voir Schumacher.
Beat Schumacher, né le 16 mars 1964 à Sulz dans le canton d'Argovie, est un coureur cycliste suisse.

## Palmarès sur route
- 1981
  -  Champion du monde sur route juniors
  -  Champion de Suisse sur route juniors
- 1984
  - Tour du Schynberg

## Palmarès en cyclo-cross
- 1981-1982
  -  Champion du monde de cyclo-cross juniors
- 1984-1985
  -  Médaillé d'argent du championnat du monde de cyclo-cross amateurs
  - 3e du championnat de Suisse de cyclo-cross